# Серединний регіон
Серединний регіон – центральна складова частина геополітичної моделі, розроблена грецьким істориком Дімітрісом Кіцікісом у 1970-х роках. Основна її ідея полягає в тому, що Євразія складається не лише з двох цивілізаційних регіонів – Заходу і Сходу, а й з третього, Серединного регіону, що розташований між останніми і являє собою відмінний цивілізаційний тип.

## Суть концепції

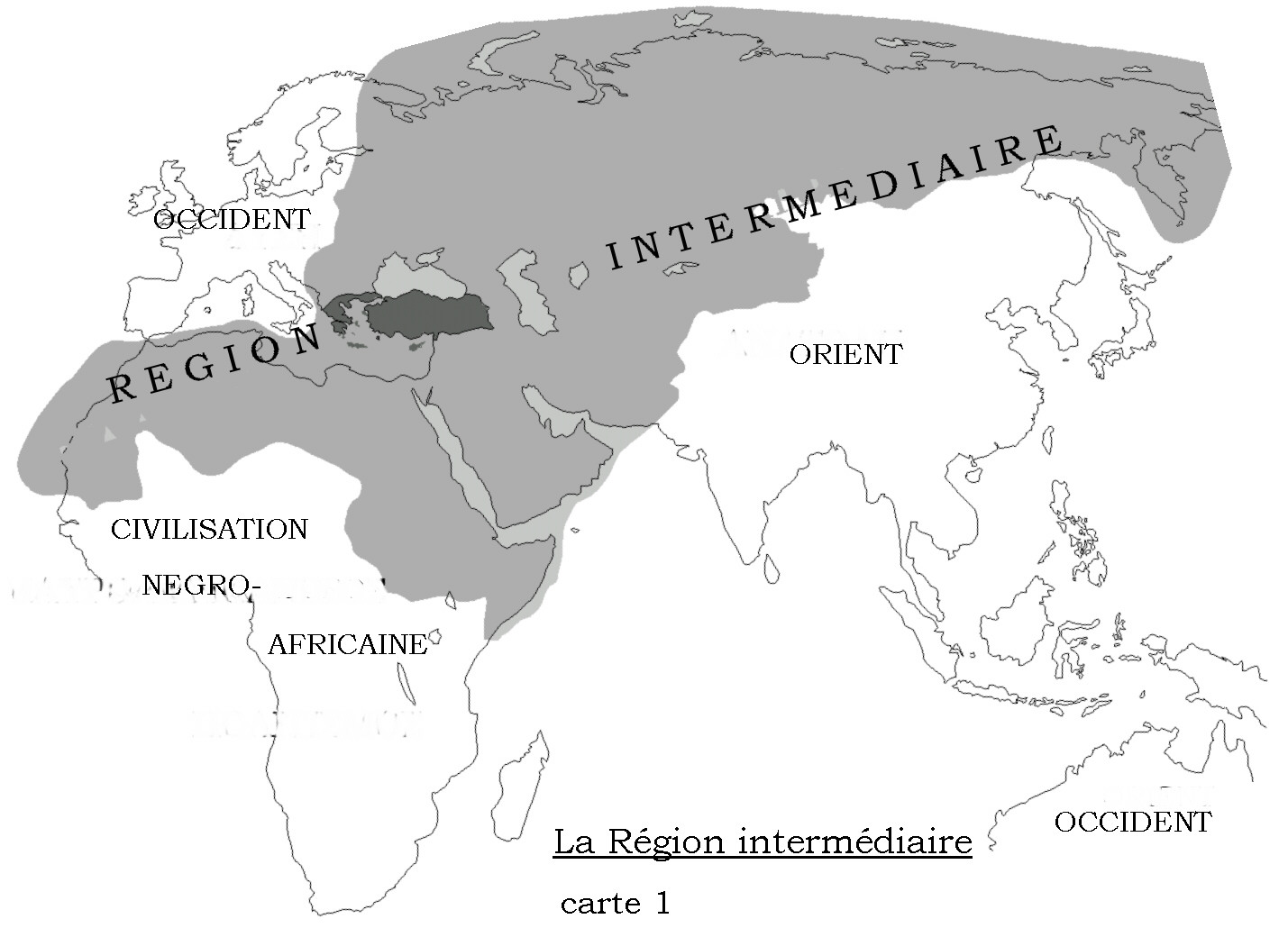
Серединний регіон

Відповідно до концепції, у Євразії ми маємо справу з трьома цивілізаційними регіонами. 
1. Захід, тобто Західна Європа, до якої також долучаються Північна Америка, Австралія, Нова Зеландія;
2. Схід або Далекий Схід, що включає Індостан, Південно-Східну Азію (з Індонезією) та Китай (а також Корею та Японію);
3. Серединний регіон, що одночасно належить і до Сходу, і до Заходу, і є своєрідним містком між ними. Він охоплює території між Адріатичним морем та річкою Інд, простягаючись від Східної Європи до Західної Азії.
За Кіцікісом, релігійний чинник є одним з визначальних в контексті виокремлення цивілізаційного регіону. Панівними релігіями в Серединному регіоні є православ’я та сунітський іслам та меншою мірою шиїзм, алевізм та юдаїзм. Натомість на Заході домінує католицтво та протестантизм а на Сході – індуїзм та буддизм.

## Історичний контекст

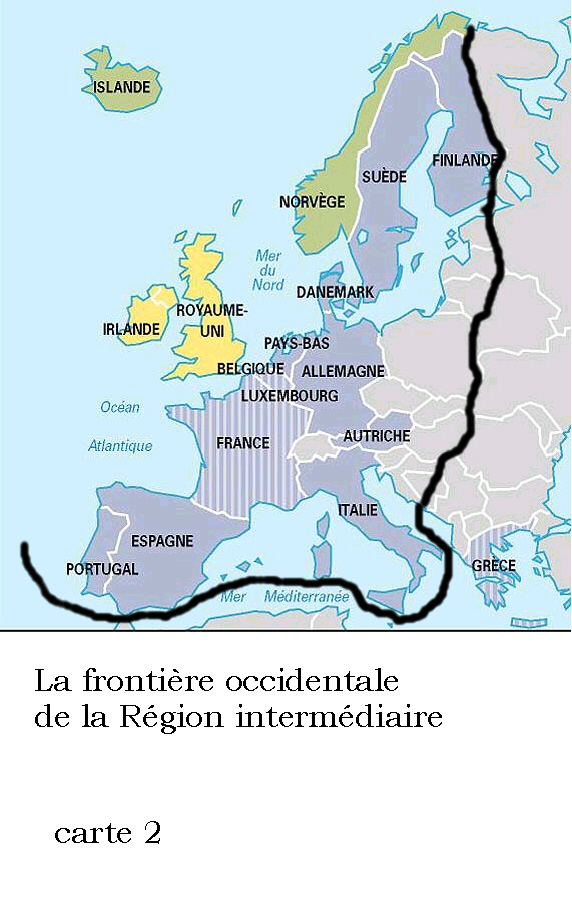
Західна межа Серединного регіону

Протягом 2500 р. у Серединному регіоні панувала екуменічна імперія з центром в Протоках та на Егейському морі. По суті, ця імперія незмінно тривала протягом історії, мінялися лише її лідери, що чергуючись, намагалися об’єднати відповідні народи. Від Перської держави Дарія вона перейшла до рук Александра Великого, згодом до римлян елліністичного періоду, до ромеїв-християн і зрештою до мусульман-суннітів Османської імперії, правління яких завершилося у 1923-1924 рр. Ця Центральна імперія перебувала під тиском інших імперій, які прагнули присвоїти собі її спадковість – зокрема Ісламської, Перської та Російської (до 1917 року). Саме ці динамічні стосунки між Центральною імперією та периферійними імперіями створюють внутрішній конфлікт Серединного регіону. Кожен з головних народів цього регіону намагався захопити його серце - Візантій-Константинополь-Стамбул, що залишався загальновизнаним центром близько 2000 років. Арабам у VIII сторіччі та росіянам у XX ст. це практично вдалося, однак отримати контроль над екуменічною імперією вони не спромоглися. Натомість втручання Заходу з XVIII ст. мало на меті не присвоєння спадкоємності, а знищення екуменічної імперії, її роздрібнення (балканізацію) та підкорення логіці вестернізації.